# Arrowsmith Peninsula
Arrowsmith Peninsula är en udde i Antarktis. Den ligger i Västantarktis. Argentina, Chile och Storbritannien gör anspråk på området.